# 第2族元素
| 族   | ← 2 → |
| 周期 |       |
| 2    | 4 Be  |
| 3    | 12 Mg |
| 4    | 20 Ca |
| 5    | 38 Sr |
| 6    | 56 Ba |
| 7    | 88 Ra |

第2族元素（だいにぞくげんそ）とは、周期表の第2族に属する典型元素であり、sブロック元素でもある。周期表の第2周期以降に現れ、ベリリウム・マグネシウム・カルシウム・ストロンチウム・バリウム・ラジウムが含まれる。ただし、カルシウム以降は金属元素としての性質を示し性質が似ているのに対して、ベリリウムとマグネシウム、特にベリリウムは性質が大きく異なる。

## アルカリ土類金属
歴史的には第2族元素の第4周期以降の元素が、アルカリ土類金属（アルカリどるいきんぞく、英語: alkaline earth metal）と分類されてきたが、IUPACの勧告により現在ではベリリウム・マグネシウムを含む定義が一般的に採用されており、日本化学会も公式にこの定義の使用を推奨している。2022年4月施行の新課程ではこれにあわせ、教科書では第2族元素全てがアルカリ土類金属と表記されるようになった。
しかしながら、第2族元素の中でもベリリウム・マグネシウムは原子半径が小さいため非金属性・半金属性を示し、共有結合性を有しており、第4周期以降の元素とは異なる性質を示すため、現在でも学術的にはベリリウム・マグネシウムは、アルカリ土類金属に含めない場合もある。参考までに、ラジウムに関しては放射性元素であるため、他の元素に比べて化学的性質が詳しく知られていなかったものの、ドミトリ・メンデレーエフが周期表を提唱する以前より、カルシウム、ストロンチウム、バリウムの元素群は化学反応性の類似性により、ヨハン・デーベライナーの提唱による「三つ組元素（英語: triads）」の1つとして知られていた。これに対して、ベリリウム・マグネシウムは、ここに含まれていない。つまり、性質が異なるのである。
まず、ベリリウムは非金属元素のように、他の元素とは共有結合を形成し易いという点において、大きく性質が異なり、その酸化物である酸化ベリリウムは酸性条件下でも塩基性条件下でも溶解する。マグネシウムは比較的、金属元素のように振舞うものの、グリニャール試薬に代表される共有結合を有した有機マグネシウム化合物も形成する。マグネシウムの酸化物である酸化マグネシウムは、塩基性を示しこそすれ、第2族元素の第4周期以降の元素の酸化物と比べると、その塩基性は弱い。さらに、ここまでの元素は炎色反応も示さない。
一方で、第2族の第4周期以降の元素は全て炎色反応を示す。さらに、その酸化物は強塩基性を示す。また単体の安定性も低く、マグネシウムリボンのように、容易に扱える代物ではない。これらの例のように、アルカリ土類金属を第2族元素と同義とする区分は、その元素・イオンの化学的性質に着目した場合の区分と合致しない。

### 土類の由来
アルカリ土類金属は自然界に酸化物として多く存在しており、熱に強く水に溶け難い性質を持ち、この性質を発見当時の化学者は土類（英語: earth）と名付けていた。これらの酸化物は長年元素だと考えられており、水に溶けてアルカリ性を示すためアルカリ土類と呼ばれていた。1789年にラボアジェが書いた化学概説において、これらは土類元素と表現されている。その後、金属の酸化物であると判明し、現在のようにアルカリ土類金属と呼ばれるようになった。

## 性質
周期表は元素ごとの電子構造に基いた分類であり、その縦方向には化学的性質の共通性も出る場合が多い。第2族元素は周期表において、左から2列目に位置する元素群で、価電子はs軌道の電子で、s軌道は2つの電子により満たされている。しかしながら、第2族元素はベリリウムだけは性質が大きく異なる。
ベリリウム以外は、いずれの元素も2価の陽イオンになり易く、通常+2の酸化数を持つ。逆に1価の陽イオンはいずれも不安定であり、生成しても不均化するものの、それすら速やかに全部が2価の陽イオンに変化し、その元素の1つ前の周期の第18族元素と同じ電子配置に変化する。しかも、この傾向は周期が進むと強くなり、周期表の下側の第2族元素ほど、2価の陽イオンになり易い。特に、カルシウム、ストロンチウム、バリウム、ラジウムは互いに性質が似ている。化合物を形成した場合も、ハロゲン化有機マグネシウム化合物であるグリニャール試薬は、マグネシウムが炭素とハロゲンに挟まれる形で共有結合を形成しているといった、例外は存在するものの、基本的にはイオン結合が優先する。
これらに対して、ベリリウムだけは原子半径が小さく、原子核の陽子が最外殻電子を強く引き付けるため、電子を放出してイオンにはなり難い。ベリリウムが完全に2価の陽イオンになっている結晶性化合物は、知られていない。むしろ、ベリリウムは化合物を形成した際に、その化学結合は共有結合が優先する。さらに、ベリリウムはアルミニウムとも似た性質を示す側面を有する事が知られている。
なお、マグネシウムは、ベリリウムとアルカリ土類金属の中間的な性質を持っている。
|                                    | ベリリウム 4Be                     | マグネシウム 12Mg                  | カルシウム 20Ca                    | ストロンチウム 38Sr                | バリウム 56Ba                      | ラジウム 88Ra                      |
| ---------------------------------- | ---------------------------------- | ---------------------------------- | ---------------------------------- | ---------------------------------- | ---------------------------------- | ---------------------------------- |
| 電子配置                           | {\displaystyle {\ce {[He]{}2s^2}}} | {\displaystyle {\ce {[Ne]{}3s^2}}} | {\displaystyle {\ce {[Ar]{}4s^2}}} | {\displaystyle {\ce {[Kr]{}5s^2}}} | {\displaystyle {\ce {[Xe]{}6s^2}}} | {\displaystyle {\ce {[Rn]{}7s^2}}} |
| 第1イオン化エネルギー （kJ mol-1） | 899.5                              | 737.7                              | 589.8                              | 549.5                              | 502.9                              |                                    |
| 第2イオン化エネルギー （kJ mol-1） | 1757.1                             | 1450.7                             | 1145.4                             | 1064.2                             | 965.2                              |                                    |
| 電子付加エンタルピー （kJ mol-1）  | -                                  | -                                  | -                                  | ≈0                                 | ≈0                                 | -                                  |
| 電子親和力 （kJ mol-1）            | ≈0                                 | ≈0                                 | -                                  | -                                  | -                                  | -                                  |
| 電気陰性度 （Allred-Rochow）       | 1.47                               | 1.23                               | 1.04                               | 0.99                               | 0.97                               | 0.92                               |
| イオン半径 （pm; M2+）             | 41 （4配位） 59 （6配位）          | 71 （4配位） 86 （6配位）          | 114 （6配位） 126 （8配位）        | 132 （6配位） 140 （8配位）        | 149 （6配位） 175 （12配位）       | -                                  |
| 共有結合半径 （pm）                | 112                                | 130                                | 174                                | 192                                | 198                                |                                    |
| van der Waals半径 （pm）           | -                                  | 173                                | -                                  | -                                  | -                                  | -                                  |
| 融点 （K）                         | 1551.15                            | 923                                | 1115                               | 1050                               | 1000                               |                                    |
| 沸点 （K）                         | 3243.15                            | 1363                               | 1757                               | 1655                               | 2143                               |                                    |
| 還元電位 E0 （V;M2+/M）            | - 1.85                             | - 2.363                            | - 2.866                            | - 2.89                             | - 2.906                            | -                                  |

また、2族の元素は閉殻構造による遮蔽を受けない核電荷が同一周期の1族元素より大きいため、アルカリ金属よりも原子間の金属結合が強く、単体の融点・硬度が高い。
さらに、同じ理由により陽イオンは同周期の1族元素よりもイオン半径が小さい。それゆえ、2族元素塩の結晶格子は相対的に小さく、その結合は1族元素よりも強い。塩の水溶性に格子の解離エネルギーが与える影響は大きく、1族元素塩に比べ2族元素塩の溶解性が小さい理由の1つである。2族元素の切断面は、いずれも銀白色の金属光沢を持つものの、周期が大きくなるほど原子半径が大きくなりs軌道電子の束縛は緩やかになるため金属性がより強くなる。
第2族元素の一部には、炎色反応を示す元素も存在する。
| カルシウム | ストロンチウム | バリウム | ラジウム | ベリリウム・マグネシウム |
| ---------- | -------------- | -------- | -------- | ------------------------ |
| 橙赤色     | 深紅色         | 黄緑色   | 紅色     | 呈色せず(無色)           |

第2族元素の酸化還元電位は相当低いため、その還元力は強い。しかし、ベリリウムやマグネシウムの単体金属は強固な酸化皮膜で覆われ不動態を形成するため、強い還元作用が表面には現れ難い。マグネシウムは熱水とは反応し水酸化物を形成する。一方、それ以外のカルシウム、ストロンチウム、バリウム、ラジウムは、水などのプロトン性溶媒と反応して、1族元素に次ぐ烈しさで反応し水素を発生する。そのため扱いには細心の注意を要する。

### 水素化物
2族元素は一般式、MH2の水素化物を生成する。そしてアルカリ土類金属（カルシウム、ストロンチウム）は常圧の水素ガスと常温で、または、加熱時に反応して、直接水素化物を生成するが、マグネシウムと水素ガスとは高圧加熱下でしか反応しない。ベリリウムの水素化物は単体と水素の直接の反応では赤熱しても生成しない。水素化カルシウムはヒドリド供与体として、還元剤や無水溶媒の脱水剤として利用される。

### 酸化物
2族元素は空気中で燃え、一般式、MOの酸化物を生成する。また、ベリリウム以外の2族元素酸化物は、水と反応すると水酸化物M(OH)2を生成し、カルシウムより原子番号の大きい元素は強塩基として作用する。一方で、酸化ベリリウムBeOは水と反応しない。水酸化物の塩基性の強度は周期の下へ行くほど強い。
イオン半径の大きいバリウムでは、イオンの電荷密度がナトリウムの電荷密度と同程度と低いため過酸化物も安定であり、酸化バリウムを空気中で500 ℃に加熱する方法、または、過剰の酸素とバリウムを反応させる方法によって、過酸化バリウムを生成する。

### ハロゲン化物
フッ化ベリリウムBeF2を除いて、いずれの第2族元素フッ化物も、水に難溶性の塩を形成する。しかし、フッ化物以外の第2族元素ハロゲン化物は、いずれも水に対する溶解性は大である。
これらのハロゲン化物は、共有結合の化合物である塩化ベリリウムなどを除き、イオン結晶を形成する。潮解性を示す物が多く、特に塩化カルシウムCaCl2は乾燥剤として利用される。

### 窒素化物
アルカリ土類金属は、加熱すれば、大気中の窒素ガスと容易に直接反応する。例えば、マグネシウムは窒素と反応して、窒化マグネシウムを生成する。
なお、アルカリ土類金属の窒素化物は、水と反応しすると、アンモニアを放出して分解する。

## 地球上での所在
第2族元素の中では、地球の地殻において、次の濃度で存在する。
| 濃度順 | カルシウム | マグネシウム | バリウム | ストロンチウム | ベリリウム | ラジウム  |
| ------ | ---------- | ------------ | -------- | -------------- | ---------- | --------- |
| ppm    | 41000      | 23000        | 500      | 370            | 2.6        | 0.0000006 |

マグネシウムは海水中に多く溶存している。また、カルシウムも海水中には比較的豊富である。また、ラジウムを除いた第2族元素は、地球で見られる多様な鉱物の構成成分として含有されている。なお、ラジウムは崩壊し続けているものの、ウラン238とウラン235とトリウム232の崩壊によって、親核種が供給され続けているため、地殻中に僅かに見られる。

## 地球上の生物との関わり
カルシウムやマグネシウムは、地球上の生物に広く利用されており、ヒトなどの場合でも、その生命維持に欠かせない元素である。
なお、ストロンチウム自体のヒトに対する毒性は高くないとされるものの、原子力発電所や核兵器によって生成されるストロンチウム90などは、骨に移行し易く、内部被曝をもたらす。また、ラジウムも吸収された場合には、内部被曝をもたらす。
さらに、バリウムはヒトに対しては比較的毒性が高く、ベリリウムに至っては非常に毒性が高い事で知られる。